# Aloe chabaudii
Aloe chabaudii es una especie de aloe nativo de  África, especialmente de las regiones de Sudáfrica, Tanzania, Malaui, Zambia y Zimbabue.

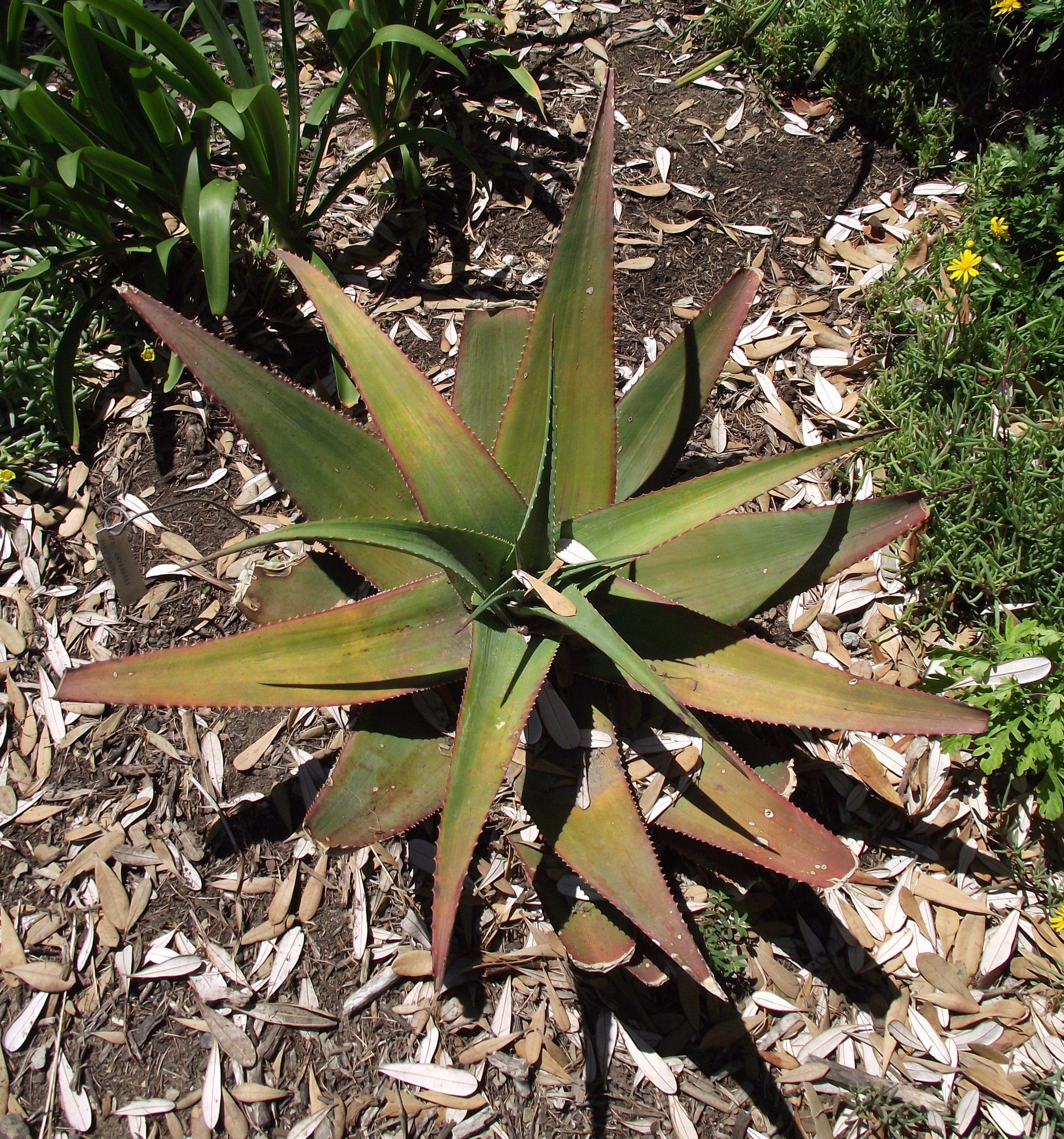
Detalle de la roseta

## Descripción
Es una planta carnosa que forma rosetas de hojas verdes con los márgenes armados de dientes blancos, en su juventud tiene puntos blancos que al madurar desaparecen.Las flores de color rosado se producen en inflorescencias con muchos racimos.

## Taxonomía
Aloe chabaudii fue descrita por Selmar Schönland y publicado en The Gardeners' Chronicle, ser. 3 38: 102, en el año 1905.
Etimología
Ver: Aloe
chabaudii: epíteto otorgado en honor de John A. Chabaud, un fito mejorador de Port Elizabeth.
Variedades aceptadas
- Aloe chabaudii var. chabaudii

Sinonimia
- Aloe chabaudii var. verekeri Christian (1938)
- Aloe chabaudii Schönland var. chabaudii
- Aloe chabaudii var. mlanjeana Christian (1938)[5][2]